# Altagård
Altagård er en ejendom i Alta kommune i Norge. Den ligger på Altagårdsjordet, og ved E6.
Hovedbygningen er en genopbygning af den som blev brændt af det tyske militær i 1945.

## Historie
Hovedbygningen "var opprinnelig reist ca. 1740 som bolig for amtmannen i Finmarkens amt", skriver Store norske leksikon.
Bygningen på ejendommen blev fredet i 2004, og har "KulturminneID 94436-1".
Ejendommen blev købt af Alta kommune i 2005.

## Referanser
1. 1 2 3  Altagård
2. ↑  Altagård. (2009, 14. februar). I Store norske leksikon. Hentet 16. august 2018 fra https://snl.no/Altag%C3%A5rd.
3. ↑  Kart - Kulturminnesøk

69°58′29″N 23°21′15″Ø / 69.97475°N 23.35406°Ø